# Burg Kōfu
Die frühere Burg Kōfu (jap. 甲府城, Kōfu-jō) ist eine Ruine (auch Kōfu shiroato 甲府城跡 „Burgruine Kōfu“) im japanischen Kōfu.
Die Ruinen sind etwa 400 Jahre alt. Heute sind sie als Maizurujō Kōen (舞鶴城公園 „Maizuru-Burgpark; Park der Burg Maizuru“) ein Naherholungsgebiet. Seit 1998 haben Restaurierungen und Wiederherstellungsarbeiten zu touristischen Zwecken begonnen, in dessen Folge das Wissenschaftsmuseum Yamanashi aus der Anlage ausgelagert wurde. Jetzt ist die Burg einer der besten Orte, um das Shingen-kō Matsuri zu sehen. Sie ist ganzjährig geöffnet, abgesehen von den im Bau befindlichen Bereichen.

## Geschichte
Anfangs war Kōfu eines der wichtigsten Besitztümer der Familie Takeda. Nach der Niederlage Takeda Katsuyoris und dem Einmarsch von Oda Nobunaga 1582 kam die Provinz Kai unter dessen Kontrolle. Bei dessen Tod übernahm Tokugawa Ieyasu die Regierung. Als schließlich Toyotomi Hideyoshi das Land einigte, befahl er zur Kontrolle des bis dahin stark dezentralisierten Japan den Bau einer Festungsanlage in der Mitte einer jeden Provinz. Der Bau begann bereits im Folgejahr des Einmarschs 1583 und wurde später durch Toyotomis Adoptivbruder, Asano Nagamasa und dessen Sohn vollendet. Nach der Schlacht von Sekigahara fiel die Burg Kōfu in die Hände der Tokugawa, denen sie auch bis zum Ende des Tokugawa-Shogunats etwa 300 Jahre später gehörte.
In der frühen Edo-Zeit wurde Tokugawa Tsunatoyo der Nachfolger des fünften Shogun und zog in die Burg Edo. Daraufhin wurde Yanagisawa Yoshiyasu Herr der Burg von Kōfu. Unter seiner Führung wurden die Burg umfangreich repariert und die Entwicklung der Stadt vorangetrieben. Es ergab sich jedoch, dass Yanagisawa versetzt und Herr der Burg Kōriyama in der Provinz Yamato wurde. In der folgenden Kyōhō-Periode kam die Provinz Kai, in der sich die Burg befand, unter die Kontrolle eines Gefolgsmanns der Yanagisawa aus Kōfu. Zu ebendieser Zeit wurden der innere Honmaru-Palast und das „Akagenenmon“ (Mon bedeutet Tor, Torhaus) durch ein großes Feuer zerstört.
In der frühen Meiji-Zeit wurde die Burg verlassen; die „Erneuerungsbewegung“ („Für den Tennō und ein geeinigtes Japan gegen die ausländische Gefahr“) hatte alle Verwalter des Shogunats verjagt, und die Burg war ein Amtssitz eben derer. Um 1877 wurden wichtige Gebäude der Burg zerstört. Danach wurde die Burg als Versuchsgebiet der Industrie genutzt. 1897 entschied man sich, die Türme und Gebäude der Bereiche „Yakatakuruwa“ und „Shimizukuruwa“ abzutragen, um für den Bahnhof Kōfu Platz zu machen. 1904 wurde das Gebiet um den honmaru für die Öffentlichkeit zugänglich gemacht als Maizuru-Burgpark, und 1930 wurden Regierungs- und Versammlungsgebäude umverlegt, wobei wiederum viel von dem Gakuyakuruwa-Bereich der Festung abgetragen wurde. Die westlichen und südlichen Burggräben wurden aufgefüllt, und die Erscheinung der Anlage entsprach bereits weitgehend der heutigen.
Zwei der Türme wurden mit historischen Technologien akkurat rekonstruiert, nur durch die Nutzung von Holz und Stein, und das darin enthaltene Museum zeigt Bilder der Anlage und einige originale Artefakte.